# Gebhard Poltera
Gebhard Poltera, švicarski hokejist, * 14. december 1923, Arosa, Švica, † 11. november 2008, Arosa. 
Poltera je bil hokejist kluba EHC Arosa v švicarski ligi in švicarske reprezentance, s katero je nastopil na dveh olimpijskih igrah, kjer je osvojil eno bronasto medaljo, in več Svetovnih prvenstvih, na katerih je osvojil dve bronasti medalji.
Tudi njegov brat Ulrich je bil hokejist.